# 岡崎倫典
岡崎 倫典（おかざき りんてん、1954年3月21日 - ）は日本のギタリスト。広島県出身。本名は岡崎 倫典（おかざき みちのり）。1994年ポニーキャニオンよりメジャーデビュー。

## 来歴
1966年
私立修道中学校進学。
1969年
私立修道高等学校進学。広島フォーク村に入門する。
1972年
立教大学経済学部進学。
1975年
21歳よりプロのギタリストとしての活動を始める。杉田二郎、鈴木康博、森山良子、谷山浩子、尾崎豊、沢田聖子、ふきのとう、沢田知可子などのレコーディングやコンサート・ツアーに参加する。
1980年
アコースティック・ギターによるインストゥルメンタルの作曲を開始する。以降、約10年間にジャンルを超えた独自のギター・サウンドを確立する。
1987年
ソロ・コンサートを各地で開催する。ギタースクール「Acoustic Avenue」を開設。
1990年
6月、初のオリジナルアルバム『Bayside Resort』をリリース。同時に楽譜集も出版。
1992年
5月、写真家の佐藤秀明と協同によるビデオ写真集『地球印象派』を発売する。
1994年
6月、2nd アルバム『夢で逢いましょう』ポニーキャニオンより発売。『Bayside Resort』再リリース。10月、フジテレビ系テレビドラマ『若者のすべて』の音楽を担当、11月にサウンドトラックアルバム『若者のすべて』をリリース。
1995年
4月、FM仙台『CAR-MONY SQUARE CONCERT』を開始。 8月、4thオリジナル・アルバム『marble』をリリース。 10月、日曜劇場『輝け隣太郎』の音楽をギターソロで担当。 11月、5thアルバム（クリスマス）『Acoustic Eve』をリリース。
1996年
7月、6th アルバム『Kamakura FM82.8』をリリース。12月、北海道富良野市にある新富良野プリンスホテルのウェディング・チャペルを会場とした「新富良野プリンスホテルチャペルコンサート（富良野チャペルコンサート）」を立ち上げ、初のロングライブ（96年12月～97年3月）、合計70回のステージを敢行する。崎谷健次郎をはじめとして多くのゲストを迎えて、10年以上継続して開催されるコンサートに成長した。
1997年
9月、マンスリーライブ『アコギナイト』をスタートさせる。 11月、NHK『トゥトゥアンサンブル』に出演する。 12月、新富良野プリンスホテルにて、チャペルコンサートVol.2（97年12月～98年3月）、合計75回のステージを敢行。 台湾でアルバムをリリースした。
1998年
5月、岡崎倫典アコースティックセミナーを開校。日本テレビ系『遠くへ行きたい』の音楽をプロデュースする。 6月、テレビコマーシャルソング『SEIKO・クレドール』の作曲・編曲・演奏を担当する。11月、写真家・前田真三と協同によるアルバム『富良野』をリリース。12月、翌年3月にわたって富良野・新富良野プリンスホテルにてチャペルコンサートVol.3、合計78回のステージを敢行。香港台湾でアルバムをリリース。

### ファンクラブ
- 『Ryndom（リンダム）』公式ファンクラブ
- 『岡崎倫典プロデュース・アコースティックギター教室』

## ディスコグラフィー

### アルバム
2010年までに、アルバム13枚をリリースしている。
1. 『Bayside Resort』（1990年6月、オリジナルリリース、1994年6月にポニーキャニオンから再発）
2. 『夢で逢いましょう』（1994年6月、ポニーキャニオン）
3. 『若者のすべて』（1994年11月、ポニーキャニオン）
4. 『marble』（1995年8月、ポニーキャニオン）
5. 『Acoustic Eve～The Songs For Couples～』（1995年11月、ポニーキャニオン）
6. 『Kamakura FM82.8』（1996年7月、ポニーキャニオン）
7. 『富良野』（1998年11月、ポニーキャニオン）
8. 『Promenade』（2001年、オーマガトキ）
9. 『Heartstrings』（2003年、オーマガトキ）
10. 『Musings -an ode to nature -』（2005年、オーマガトキ）
11. 『Spiritdance』（2007年、オーマガトキ）
12. 『Yourselection』（2009年、オーマガトキ）
13. 『Eternal -Rynten Plays Teresa Teng-』（2010年、オーマガトキ）

### CD付教則本
1. 『アコースティック・ギター入門』（1996年5月、シンコーミュージック）

### CD付譜面集
1. 『フィンガースタイルで弾くソロギター名曲集』（2002年、リットーミュージック）
2. 『フィンガースタイルで弾くソロギター名曲集 ―青春のメロディー20―』（2003年、リットーミュージック）
3. 『フィンガースタイルで弾くソロギター名曲集 ―追憶のメロディー20―』（2006年、リットーミュージック）
4. 『フィンガースタイルで弾くソロギター名曲集 ―永遠のメロディー20―』（2010年、リットーミュージック）

### 教則VTR
1. 『フィンガースタイルで弾くソロギター名曲集』（2002年、リットーミュージック）

### 教則DVD
1. 『フィンガースタイルで弾くソロギター名曲集』（2004年、リットーミュージック）
2. 『フィンガースタイルで弾くソロギター名曲集 ―青春のメロディー―」（2006年、リットーミュージック）

### 楽譜集
1. 『パーソナルギタープレイ』（1988年11月、KMP出版）共著 中川イサト
2. 『Bayside Resort』（1990年7月、KMP出版）
3. 『Heartstrings』（2004年、KMP出版）
4. 『Spiritdance』（2008年、KMP出版）

### ビデオ
1. 地球印象派『Stream』（1992年5月、東芝EMI）共著 佐藤秀明

### CD付写真集
1. 地球印象派『湿原流浪』（1992年5月、駸々堂出版）共著 佐藤秀明

### DVD
1. 『北海道百景』（2002年、シンフォレスト）

### ラジオ
- 岡崎倫典のAcoustic Wind（中央エフエム 2007年 - 2024年3月）